# Giovanni Baglioni
Giovanni Baglioni (Roma, 19 maggio 1982) è un chitarrista italiano.

## Biografia
Figlio di Claudio Baglioni e Paola Massari, allievo di Pino Forastiere e studioso dell'opera di Michael Hedges, inizia ad esibirsi dal vivo nel 2006.  
Nel 2009 pubblica il primo album Anima meccanica; sempre nello stesso anno suona nell'album If di Mario Biondi (che accompagna anche in tour) e in Q.P.G.A. di suo padre. 
Ha spesso accompagnato suo padre Claudio in diverse esibizioni. La sua prima apparizione pubblica come musicista è a soli 16 anni: il 6 giugno 1998, si esibì accompagnando il padre alla chitarra durante il concerto allo Stadio Olimpico di Roma, davanti a 100.000 spettatori, l’evento con la più alta affluenza mai registrata nello stadio. In seguito lo accompagnò nuovamente allo Stadio Olimpico nel concerto del 1º luglio 2003. Infine partecipò anche al grande concerto di Capodanno ai Fori Imperiali 2011, il più grande mai realizzato nella capitale per celebrare la fine dell’anno, con oltre 300.000 spettatori presenti.
Tra le altre sue collaborazioni quelle con Nicola Piovani, Santi Scarcella, Simone Cristicchi, Stefano Di Battista. Nel 2010 effettua il suo primo tour nazionale come solista.
Il 24 marzo 2023 viene pubblicato il suo secondo album, Vorrei bastasse, pubblicato in vinile e in cd, accolto positivamente dalla critica.; è stato ospite in molte trasmissioni rai, tra cui Che tempo che fa. 
Oltre ad essere specializzato in chitarra fingerstyle, suona anche il pianoforte (come ad esempio nel video del suo brano Emisferi).
A lui è dedicata Avrai, canzone di enorme successo di suo padre, uscita circa un mese dopo la sua nascita. 

## Discografia
- 2009: Anima meccanica (Sony Music, 88697538412)
- 2023: Vorrei bastasse (Ice Record, 8019991889725)